# Casa Miniati

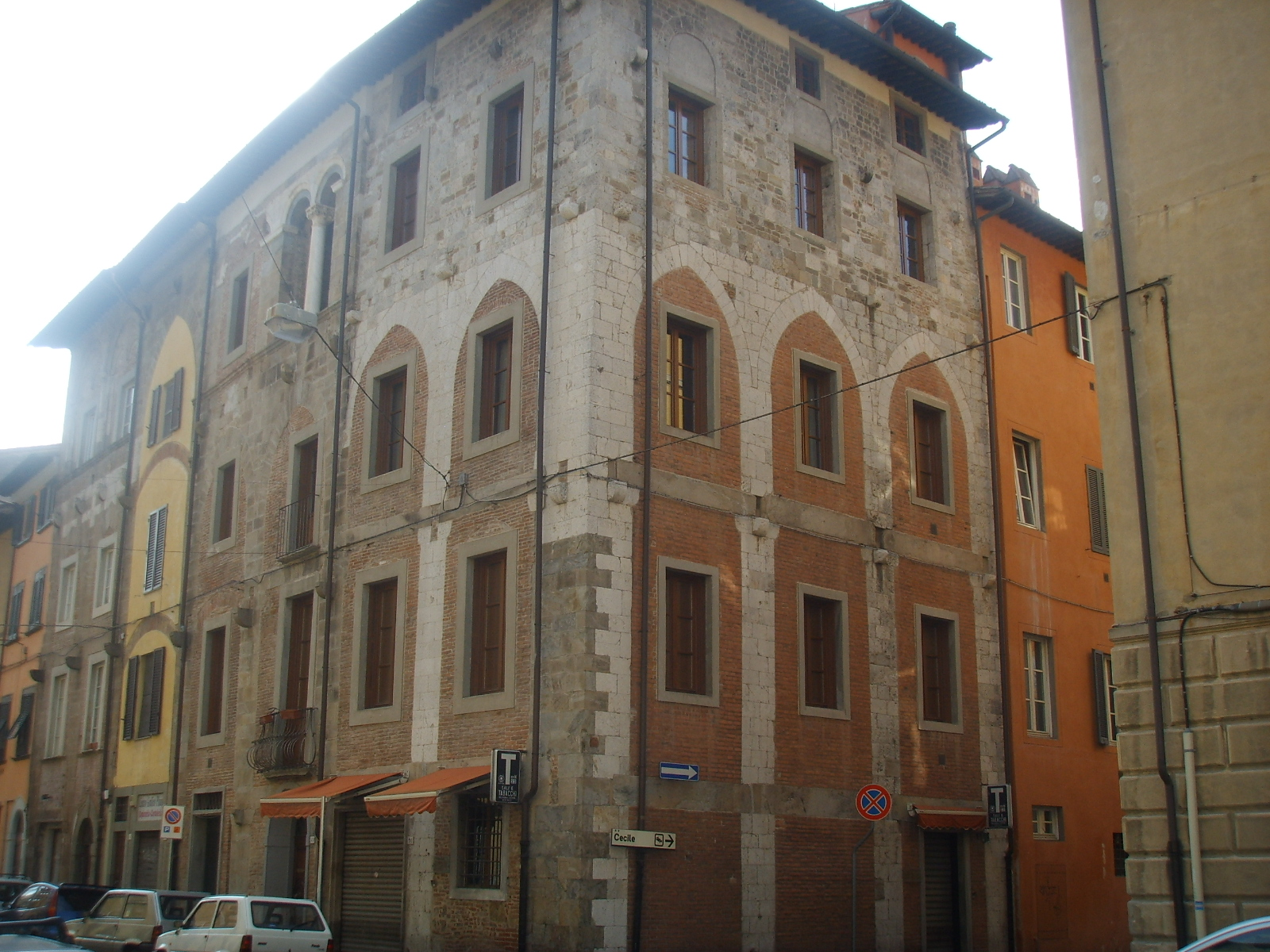
Aspecto exterior da Casa Miniati.

A Casa Miniati é um palácio medieval de Pisa, situado na esquina da Via Santa Maria com a Via Volta.
Colocada numa posição angular, esta construção destaca-se pelos arcos brancos da estrutura arquitectónica claramente visíveis no exterior: trata-se de arcos ogivais que remontam ao século XII ou ao início do século XIII, criados com conchas talhadas em protuberâncias regulares em pietra verrucana ou no mais valioso calcário de San Giuliano (mais claro, na parte inferior).
Por outro lado, vêem-se as arquitraves que suportam os vários pisos, enquanto o último piso e o sótão, realizados em alvenaria plana, apresentam algumas aberturas monóforas e estreitas janelas rectangulares. 
A esta casa-torre foi agregada uma outra confinante à direita, com uma elegante bífora (abertura geminada) no último andar.